# Nhà thờ Mårup

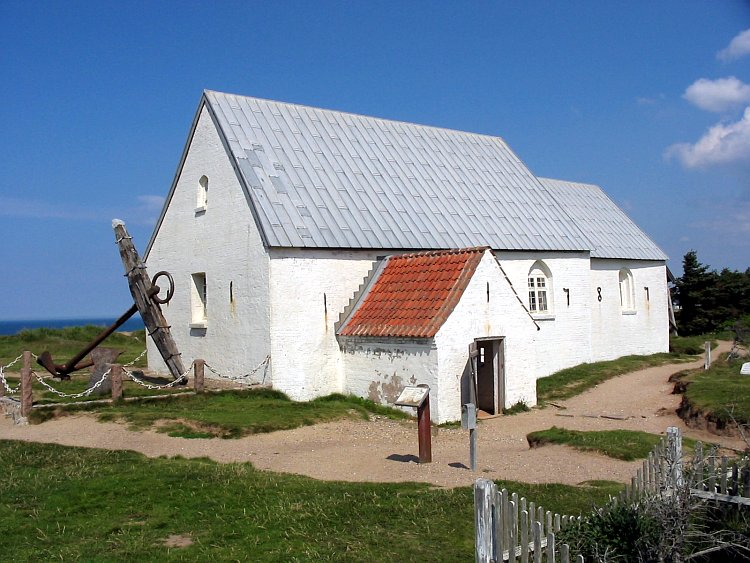
Nhà thờ Mårup trước khi bị tháo dở

Nhà thờ Mårup (tiếng Đan Mạch: Mårup Kirke) là một nhà thờ Thiên chúa giáo theo phong cách La Mã nằm trong vùng Vendsyssel ở phía bắc bán đảo Jutland thuộc Đan Mạch. Nhà thờ này được xây dựng trên khu vực Lønstrup Klint, một vách đá cheo leo bên bờ Biển Bắc gần thị trấn Lønstrup trong thành phố Hjørring.
Khu vực này nổi bật với phong cảnh hùng vĩ, lộng gió, đồng thời ở đây liên tục xảy ra hiện tượng xói mòn. Sau khi hàng trăm năm trong tự nhiên, sự xói mòn ở vùng biển Bắc ngày càng diễn ra trầm trọng cho nên vào năm 2008, nhà thờ phải di dời, tháo dỡ một phần để tránh rơi xuống biển. Các hiện vật nay vẫn còn được lưu giữ kể cả mỏ neo của một tàu khu trục Anh bị chìm ngoài khơi bờ biển năm 1808.

## Lịch sử

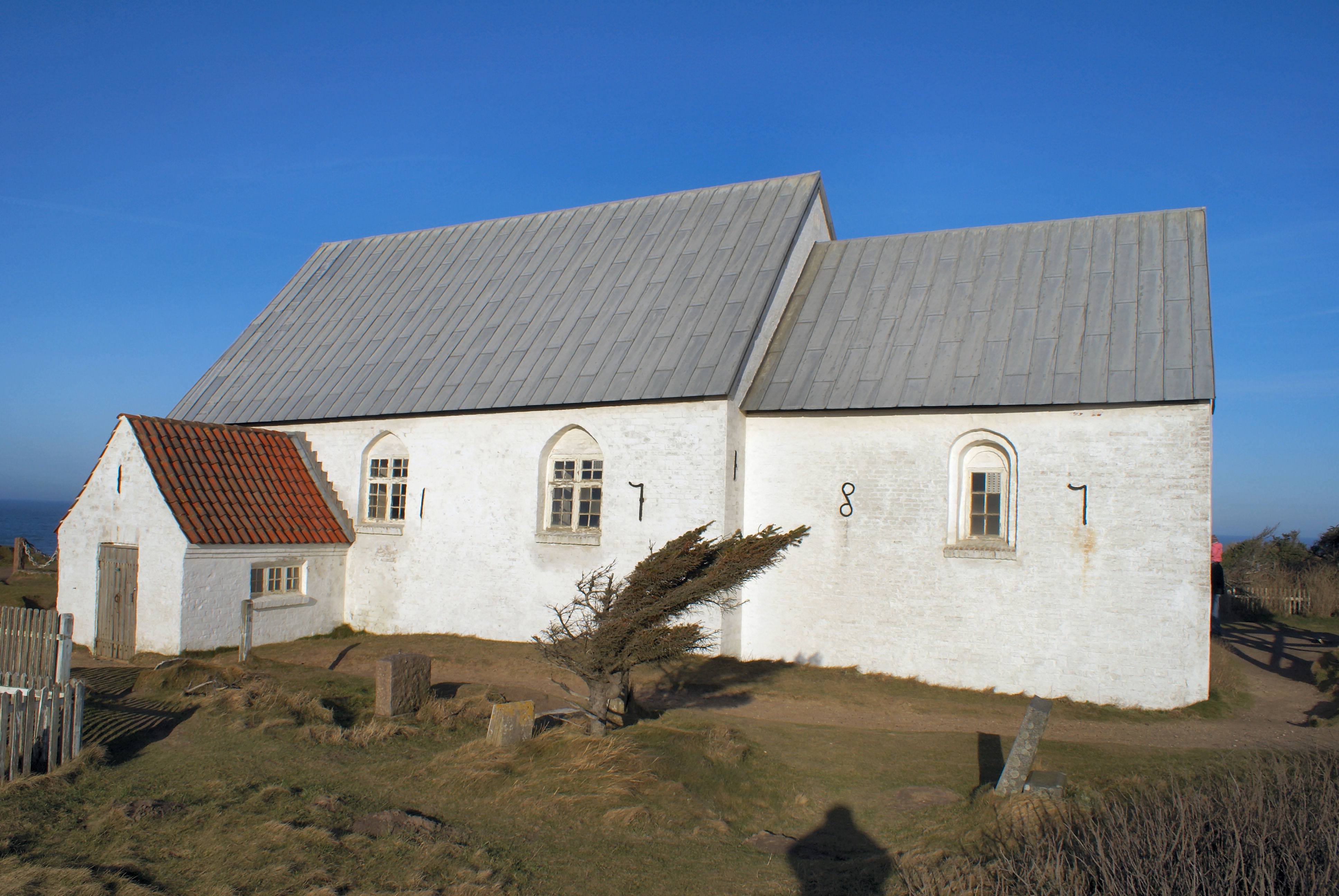
Mặt trước nhà thờ

Nhà thờ Mårup được xây dựng khoảng năm 1250 trong phong cách La Mã hậu kỳ. là một nhà thờ có cấu trúc bằng gạch đơn giản và điển hình cho mô hình của những nhà thờ ở làng Jutland. Một tòa 2 tháp được xây dựng bằng gỗ tồn tại trong thế kỷ 18 đã bị phá hủy.
Nhà thờ này đã chứng kiến một sự kiện bi thảm khi hơn 200 thủy thủ đã bị chôn vùi trong một ngôi mộ chung sau một cuộc tai nạn, chỉ có bảy sĩ quan và 55 thủy thủ sống sót. Hai tàu Anh chìm ở ngoài khơi bờ biển phía tây của Đan Mạch và Anh đã được xây công trình ghi nhớ vào năm 1895. Nhà thờ này được xây dựng ở trung tâm của giáo xứ, cách 1 km (0,62 dặm) từ bờ biển. Nhà thờ liên tục được sử dụng cho đến năm 1926, khi một nhà thờ mới được xây dựng ở Lønstrup gần đó đã hoàn thành và đưa vào sử dụng.

## Hình ảnh nhà thờ

Những hình ảnh còn lại của nhà thờ Mårup
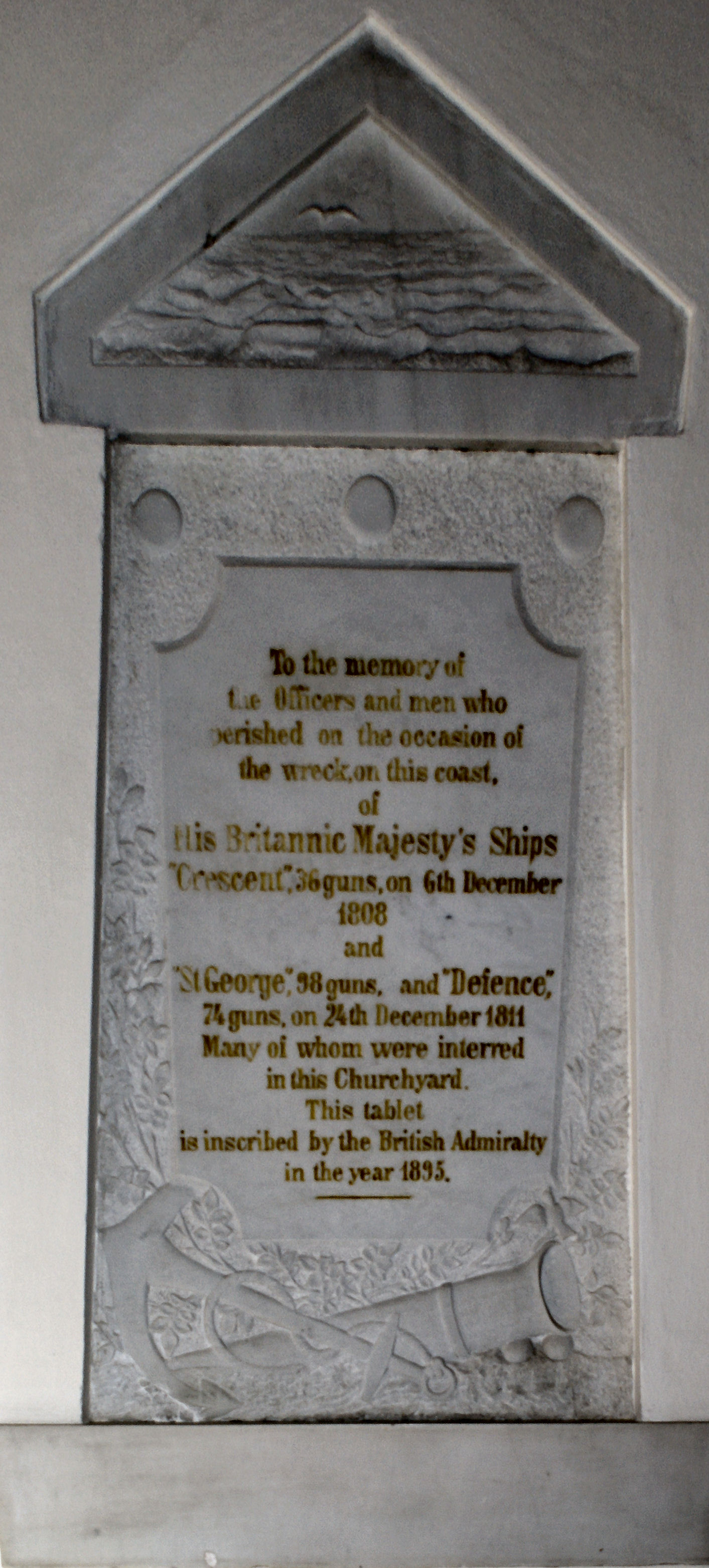
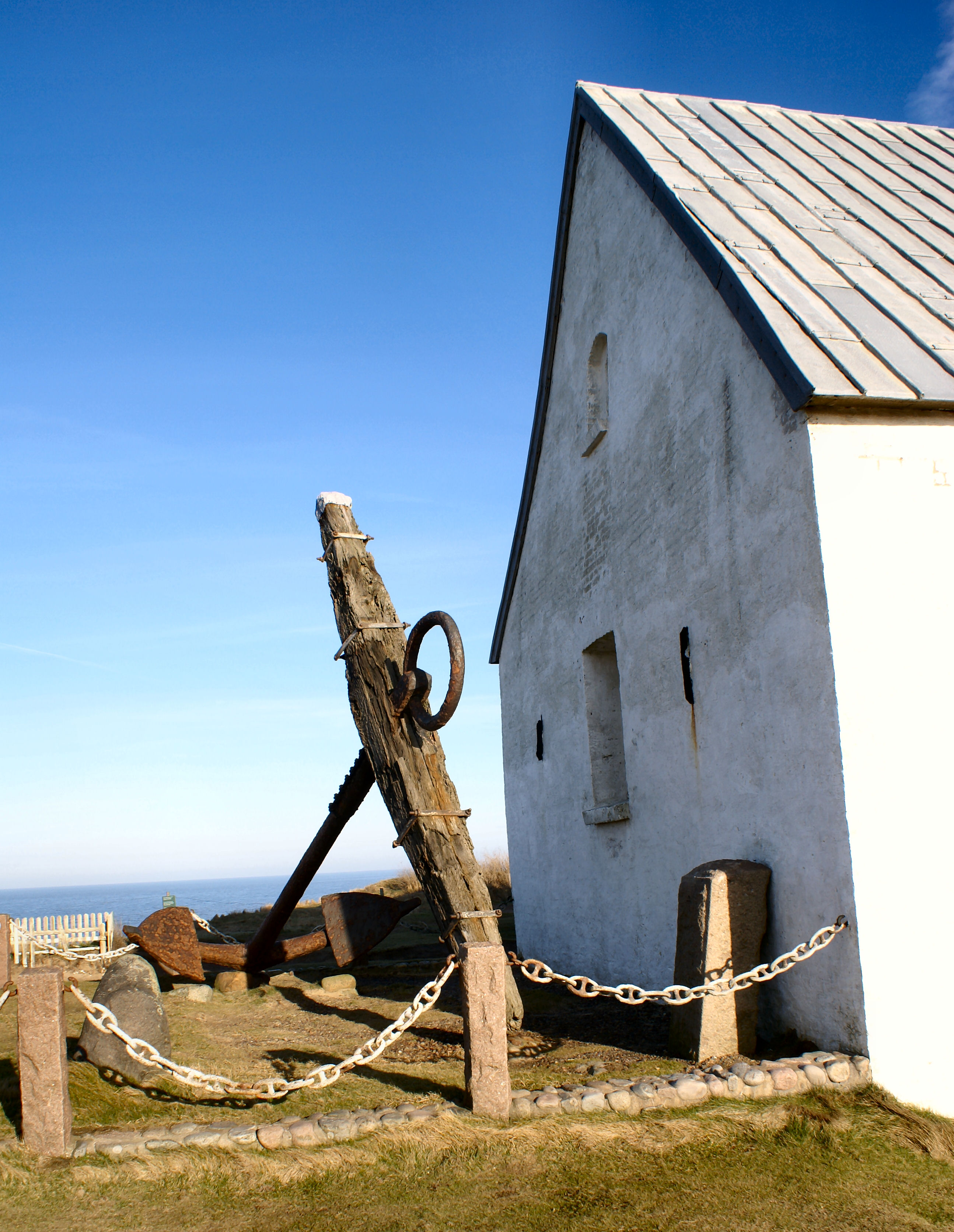
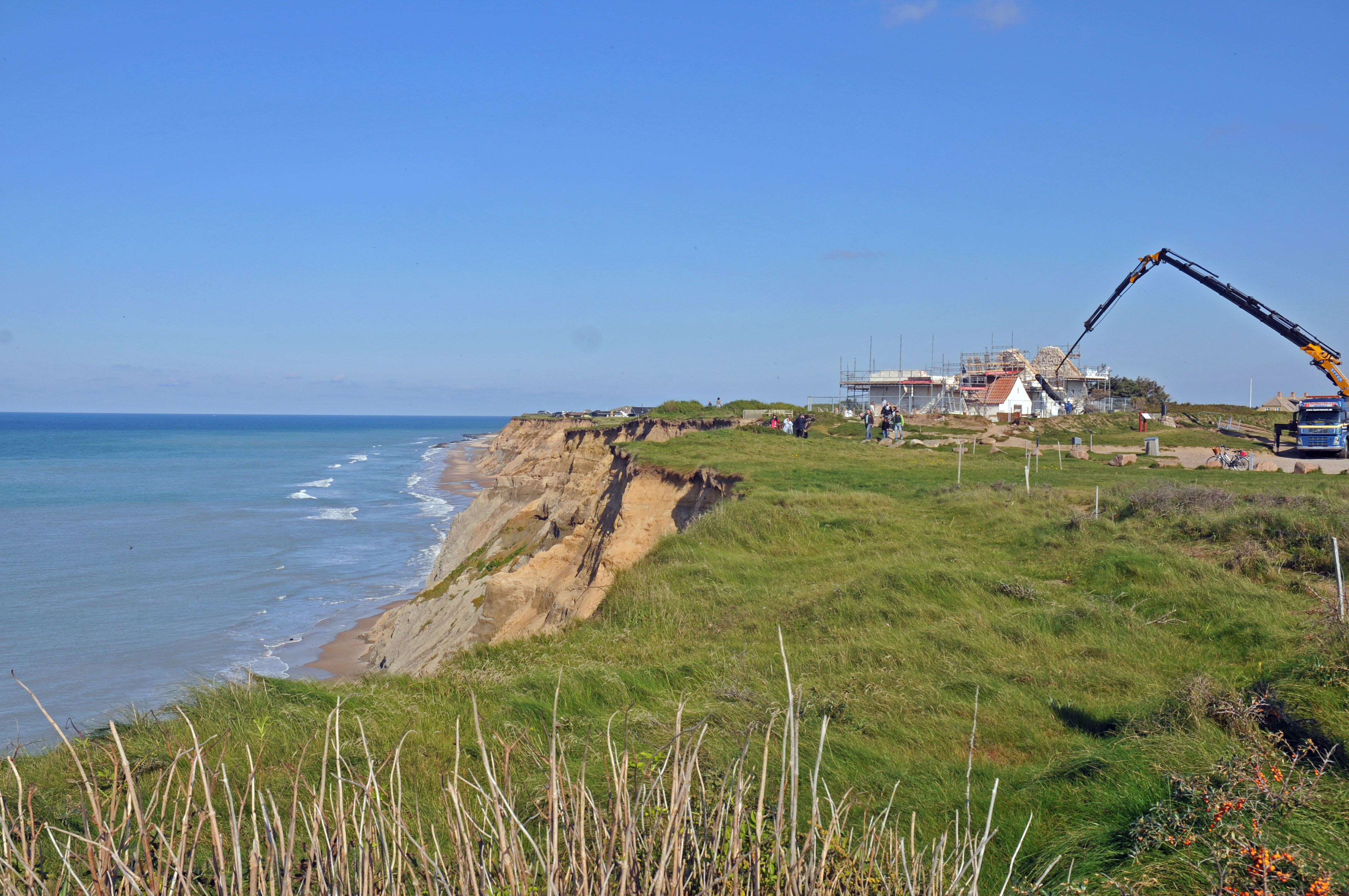
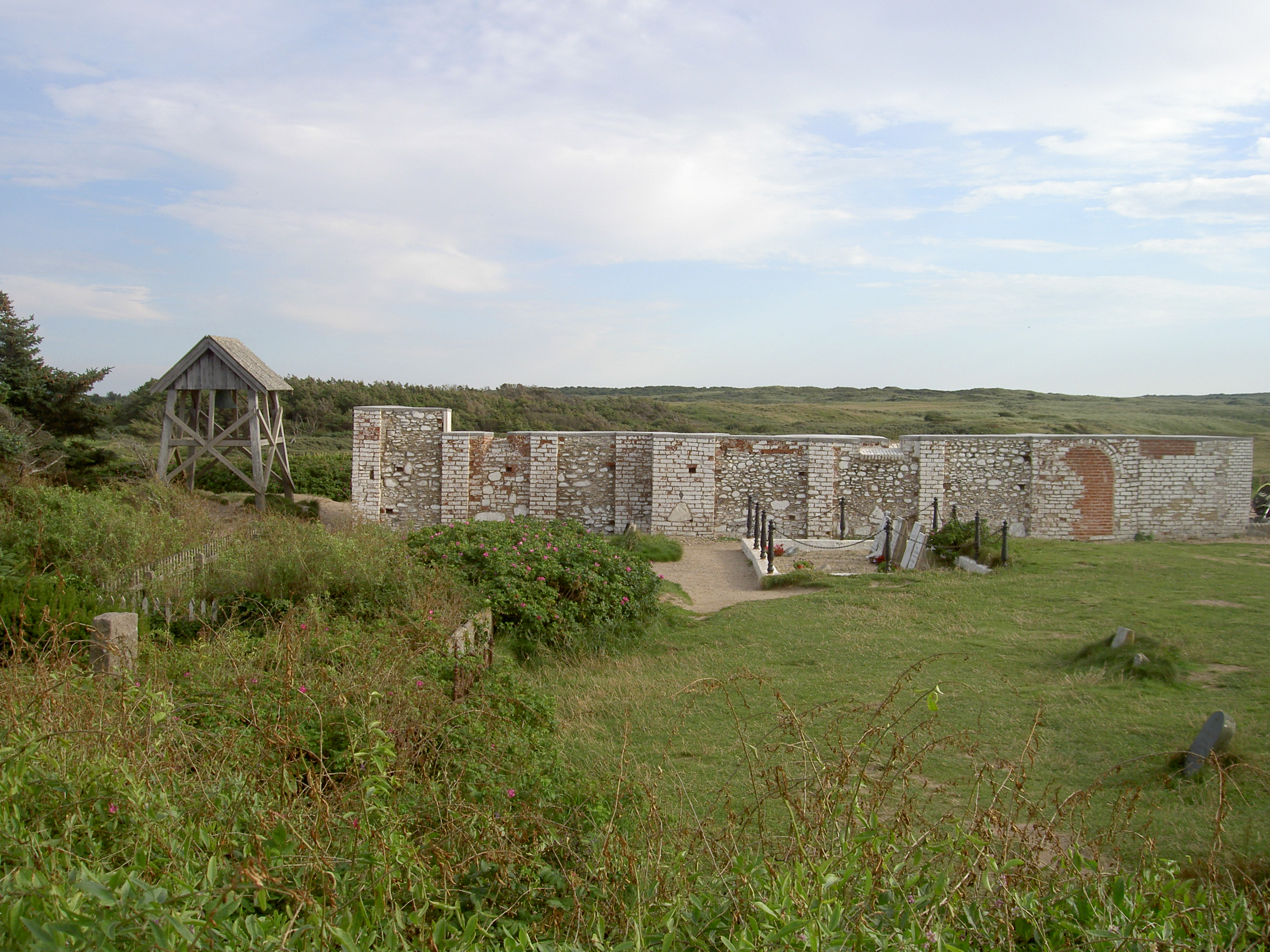
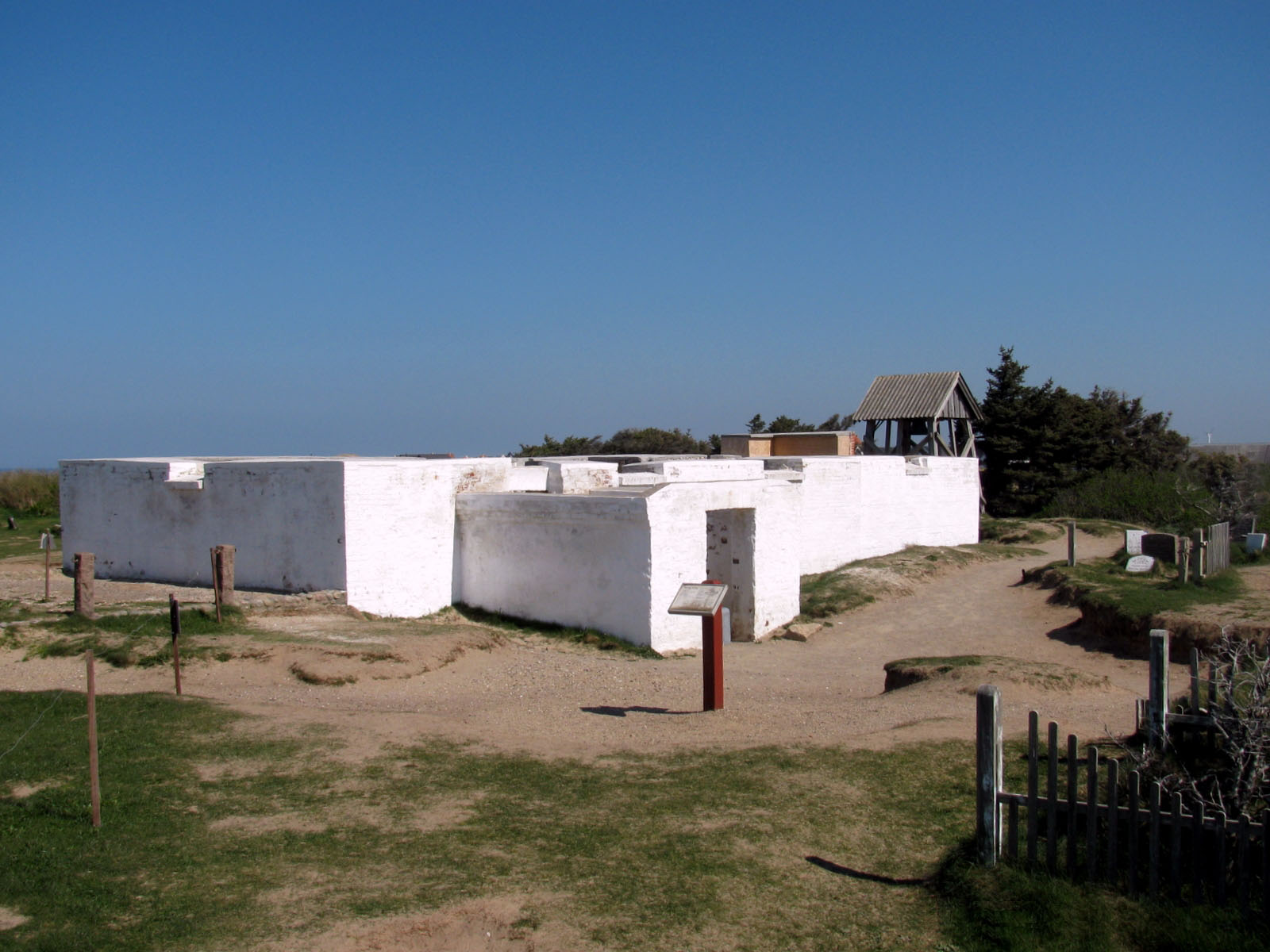

|  | Chủ đề Cơ Đốc giáo |